# Александар Булатовић
Александар Булатовић српски је археолог и виши научни сарадник Археолошког института у Београду.

## Биографија
Дипломирао 1996. године на Групи за археологију на Филозофском факултету у Београду, на тему Гвоздено доба на локалитету Пањевачки рит у Јагодини.
Одбранио је магистарски рад 2005. године Топографија преисторијских налазишта на територији југоисточне Србије, на Филозофском факултету у Београду. Докторску теза одбранио је 2008. године Генеза и развој култура бронзаног доба у басену Јужне Мораве, на Филозофском факултету у Београду.
Водио је пројекте: Археологија Србије: културни идентитет, интеграциони фактори, технолошки процеси и улога централног Балкана у развоју европске праисторије (бр. 177020), Материјална и духовна култура заједница металног доба у Србији, у оквиру научно-истраживачког пројекта бр. (177020). Такође је био  руководилац истраживања на локалитету Бубањ, Ново Село, Ниш и био је руководилац тима Археолошког института на међународном пројекту Археолошка истраживања насеобинских система, обичаја сахрањивања и рудних ресурса у бронзаном добу северозападне Србије, који се обавља у сарадњи са Бруклин колеџом из Њујорка.
Области његовог интересовања и рада су: материјална и духовна култура металног доба – настанак и развој култура бронзаног доба на централном Балкану; индоевропеизација Балканског полуострва; везе Паноније, централног Балкана и северне Егеје у позно бронзано и рано гвоздено доба.

## Одабрана учешћа на ископавањима
- 1990. Пањевачки рит, Јагодина; Над лугом, Дрмно, Костолац.
- 1991. Над лугом, Дрмно, Костолац; Виминацијум, Костолац; РЕИК Колубара, Лазаревац; Манастир, Радовашница, Цер.
- 1992. Пањевачки рит, Јагодина; Дићи, Љиг.
- 1993. Пањевачки рит, Јагодина; Дићи, Љиг; Душанов град, Призрен.
- 1994. Градина на Јелици, Чачак.
- 1995. Велимирови двори, Кључ, Мионица; Калемегданска тврђава, Београд.
- 1996. Манастир Св. Арханђела Гаврила, Лепчинце, Врање; Суви рид, Декутинце, Владичин Хан; Три крушке, Клиновац, Бујановац.
- 1997. Антин чукар, Врање; Градиште, Кончуљ, Бујановац; Манастир Св. Прохор Пчињски, Бујановац; Црквиште, Барелић, Врање; Манастир Св. Арханђела Гаврила, Лопардинце, Бујановац.
- 1998. Градина, Свињиште, Прешево; Окућница Јојића, Врапце, Медвеђа; Манастир Св. Прохор Пчињски, Бујановац.
- 1999. Хисар, Лесковац.
- 2000. Манастир Св. Прохор Пчињски, Бујановац; Рашка, Врање.
- 2001. Кале, Кршевица, Бујановац; Манастир Светог Петра и Павла, Дубница, Врање.
- 2002. Кале, Кршевица, Бујановац; Хисар, Лесковац.
- 2003. Кале, Кршевица, Бујановац; Кокино, Куманово, БЈРМ; Хисар, Лесковац; Пиљаковац, Кржинце, Владичин Хан; Буњиште и Црквиште, Жујинце, Прешево; Црквиште, Самољица, Бујановац.
- 2004. Кокино, Куманово, БЈРМ; Хисар, Лесковац; Првонек, Врањска Бања.
- 2005. Кале, Кршевица, Бујановац; Кокино, Куманово, БЈРМ; Хисар, Лесковац; Првонек, Врањска Бања.
- 2006. Градина, Свињиште, Прешево; Хисар, Лесковац; Старе колибе, Љаник, Прешево.
- 2007. Кокино, Куманово, БЈРМ. 2008. Медијана, Ниш; Кокино, Куманово, БЈРМ; Бубањ, Ново Село, Ниш; Градина на Јелици, Чачак; Хисар, Лесковац; Кормадин, Јаково.[3]
- 2009. Кокино, Куманово, БЈРМ; Бубањ, Ново Село, Ниш; Велика хумска чука, Хум, Ниш.
- 2010. Кокино, Куманово, БЈРМ; Бубањ, Ново Село, Ниш.

### Учешће на систематским рекогносцирањима
- јун–септембар 1994. године, централни и јужни део басена Велике Мораве,
- април–мај 1996. године, Врањско-бујановачка котлина,
- април–мај 1997. године, Пољаница (горњи ток Ветернице),
- јун–јул 2002. зона угрожена изградњом ауто-пута Е-75,
- јул–август 2005. године, горњи ток Бањске реке, Врање,
- 2005/2006. године, територија општина Бујановац и Прешево,
- септембар–октобар 2006. године, територија општине Медвеђа.

## Одабрана дела
Монографије
- Bulatović, А., 2003. Nalazi vinčanske kulture sa Fafosa i Valača, legat Tatomira Vukanovića, Narodni muzej, Vranje.
- Булатовић, А., 2007. Врање – културна стратиграфија праисторијских локалитета у Врањској регији, Београд–Врање.
- Булатовић, А., Јовић, С., 2010. Лесковац – културна стратиграфија праисторијских локалитета у Лесковачкој регији, Београд–Лесковац.
- Булатовић, А., Станковски, Ј., 2012. Бронзано доба у басену Јужне Мораве и у долини Пчиње/Бронзено време во басенот на Јужна Морава и долината на Пчиња, Београд-Куманово.
- Булатовић, А., Капуран, А., Јањић, Г.. 2013. Неготин – културна стратиграфија праисторијских локалитета Неготинске Крајине. Београд–Неготин.

Радови објављени у часописима међународног значаја
- Булатовић, А., 2003. Калуп из Клиновца, Старинар н. с. LII, Београд, 139–144, PDF
- Томовић, М., Булатовић, А., Капуран, А., 2005. Самољица – Црквиште (сектор II), Археолошка истраживања Е-75, Београд, 253–282.
- Томовић, М., Булатовић, А., Капуран, А., 2005. Жујинце – Аутопут, Археолошка истраживања Е-75, Београд, 293–308.
- Томовић, М., Булатовић, А., Капуран, А., 2005. Жујинце – Црквиште (терме), Археолошка истраживања Е-75, Београд, 317–354.
- Булатовић, А., Томовић, М., Капуран, А., 2005. Резултати заштитног сондажног ископавања на локалитету Буњиште у Жујинцу код Прешева, Археолошка истраживања Е-75, Београд, 397–438.
- Bulatović, A., Kapuran, A., 2007. The Early Iron Age Hill Fort at Gradina Site near Preševo in South Serbia, Archaeologia Bulgarica, XI, 3, Sofia, 1–24.
- Булатовић, А., Чершков, Т., 2007. Некропола спаљених покојника из периода римске доминације у Љанику код Прешева, Гласник Српског археолошког друштва XXIII, Београд, 141–157, PDF
- Bulatović, А., 2008. Rectangular-base pottery from cemeteries and stamped pottery from Roman period on the Central Balkan, Старинар, н. с. LVI, Београд, 161–172, PDF
- Bulatović, А., Aleksić, A., 2008. Prehistoric Pottery from the monastery of Presveta Bogorodica courtyard in Palja by Surdulica, Archaeologia Bulgarica XII, 3/2008, Sofia, 1–13.
- Булатовић, А., 2008. Стамбени објекат из позног бронзаног доба са локалитета Медијана – сектор југ – прилог проучавању односа параћинске културне групе и брњичке културне групе, Гласник Српског археолошког друштва 24, Београд, 223–244.
- Bulatović, А., 2009. Two realistic neolithic portraits from the central Balkans, Past, No. 62, The newsletter of the Prehistoric Society, University College London, Institute of Archaeology, London, 10–12.
- Bulatović, А., 2009. South Morava basin in the transitional period from The Bronze to the Iron Age, Старинар, н. с. LVII/2007, Београд, 57–82, PDF
- Булатовић, А., 2010. Порекло и дистрибуција благобиконичних здела увученог фасетираног или канелованог обода са краја бронзаног и почетка гвозденог доба на Балканском полуострву, Старинар, н. с. LIX, Београд, 89–108., PDF
- Булатовић, А., 2010. Рутевац и околина у праисторији, Историја Поморавља и два века Варваринске битке, ур. С. Мишић и А. Шемјакин, Крушевац, 35–44.
- Капуран, А., Булатовић, А., Јовановић, И., 2011. Насеља раног неолита у Тимочкој Крајини и залеђу Ђердапа, Старинар, н. с. LX/2010, Београд, 19–36, PDF
- Bulatović., A., 2011. Relations between Cultural Groups in the Early Bronze Age in Southeastern Serbia, Western Bulgaria and North-eastern Macedonia, Archaeologica Bulgarica, XV, 2, Sofia, 81–94.
- Булатовић, А., 2011. Карактеристичне керамичке форме на централном Балкану и у северној Егеји у позно бронзано доба, Старинар LXI/2011, 121–140.
- Капуран, А., Булатовић, А., 2012. Културна група Коцофени-Костолац на територији источне Србије, Старинар н.с. LXII, Београд, 63-94, PDF

Радови објављени у часописима националног значаја
- Булатовић, А., 1997. Енеолитски стамбени објекат са налазишта Пањевачки рит у Јагодини, Гласник Српског археолошког друштва 13, Београд, 71–78.
- Булатовић, А., 1997. Археолошко рекогносцирање средњовековних локалитета у Вранешкој долини, Бијело Поље, Гласник Српског археолошког друштва 13, Београд, 211–222.
- Булатовић, А., 1998. Сондажно рекогносцирање енеолитског насеља на налазишту Антин Чукар код Врања, Гласник Српског археолошког друштва 14, Београд, 163–170.
- Булатовић, А., 1999/2000. Налазишта брњичке културне групе у врањско-бујановачкој и прешевској котлини, Гласник Српског археолошког друштва 15–16, Београд, 23–42, PDF
- Булатовић, А., 2000. Латенски налази у Врањско-бујановачкој и Прешевској котлини, Лесковачки зборник XL, Лесковац, 321–333.
- Булатовић, А., 2001. Керамика прелазног периода из бронзаног у гвоздено доба у јужноморавском сливу, Лесковачки зборник XLI, Лесковац, 163–178.
- Булатовић, А., 2005. Рашка у Врању – насеље старчевачке и винчанске културе, Врањски гласник XXXIII, Врање, 9–23.
- Булатовић, А., 2005. Керамика брњичке културне групе и гвозденог доба са локалитета Кале у Кршевици код Бујановца, Зборник радова Народног музеја у Београду, Београд, 175–190.
- Булатовић, А., 2006. Неколико забелешки о медијана културној групи, Лесковачки зборник XLVI, Лесковац, 7–16.
- Булатовић, А., 2011. Културе бронзаног доба у средњем Поморављу, у: Капија Поморавља, ур: В. Стојанчевић, С. Мишић и А. Булатовић, СО Варварин и Историјски архив, Крушевац, Варварин 2011, 15–30.
- Булатовић, А., Филиповић, В., 2011. Средње Поморавље у латенском периоду, у: Капија Поморавља, ур: В. Стојанчевић, С. Мишић и А. Булатовић, СО Варварин и Историјски архив, Крушевац, Варварин 2011, 31–42.
- Булатовић, А., 2011. Праисторијски хоризонти на локалитету Градина на Јелици код Чачка, Гласник Српског археолошког друштва 25 (2009), Београд, 115–139.
- . Вукадиновић, М., Капуран, А., Булатовић, А., 2011. Градина из гвозденог доба у Свињишту – примена методе геоелектричног картирања, Гласник Српског археолошког друштва 25 (2009), 315–322.
- Filipović, V., Bulatović, A., 2011. An Early Age Necropolis in Eastern Serbia, Гласник Српског археолошког друштва 26 (2010), 89–99.